# Melanotrema platystomum
Melanotrema platystomum är en lavart som först beskrevs av Jean François Montagne, och fick sitt nu gällande namn av Frisch. Melanotrema platystomum ingår i släktet Melanotrema och familjen Graphidaceae.   Inga underarter finns listade i Catalogue of Life.